# Anthodes ancynodonta
Anthodes ancynodonta är en fjärilsart som beskrevs av Paul Dognin 1914. Anthodes ancynodonta ingår i släktet Anthodes och familjen nattflyn. Inga underarter finns listade i Catalogue of Life.